# 小行星9661
小行星9661（英語：9661 Hohmann）是一颗围绕太阳公转的小行星。1996年3月18日，太空监视在基特峰发现了此天体。
这颗小行星的绝对星等为289.03471等。